# Puklowiec
Puklowiec – wąwóz w Ojcowskim Parku Narodowym (OPN). Jest bocznym, orograficznie prawym odgałęzieniem Doliny Sąspowskiej. Opada z wierzchowiny Wyżyny Ojcowskiej w kierunku północnym, uchodząc do Doliny Sąspowskiej w odległości około 300 m na zachód od wylotu wąwozu Błotny Dół.
Puklowiec jest całkowicie porośnięty lasem liściastym i znajduje się w obrębie Ojcowskiego Parku Narodowego. W jego skałach znajduje się kilka jaskiń, m.in. Jaskinia Górna i Jaskinia w Puklowcu.